# باهرة هوكرية
باهرة هوكرية (الاسم العلمي: Agave hookeri) هو نوع من النباتات يتبع جنس الباهرة من الفصيلة الهليونية.